# Rodolphe Sand
Pour les articles homonymes, voir Sand.
Rodolphe Sand, né le 2 septembre 1981, est un homme de spectacle français, auteur de théâtre, acteur et metteur en scène.

## Biographie
Après une triple formation en lettres (Université de Paris VIII), en danse (Conservatoire national supérieur de musique de Paris) et en théâtre (École de la rue Blanche, Cours Florent), Rodolphe Sand a commencé une carrière de danseur à l'Opéra d'Oslo (1989-1990). De retour en France, il décide de se spécialiser dans le théâtre et la comédie. Il devient l'assistant de Pierre Mondy (dans Bagatelles au Théâtre de Paris, Oscar au Théâtre des variétés, Panique au Plaza au Théâtre de Paris...) et de Jean-Marie Poiré (Les anges gardiens, Les Couloirs du temps : Les Visiteurs 2...). En 1997, il monte, joue et coécrit le spectacle L'audition, joué plus de 300 fois, notamment au Théâtre d'Edgar et à la Comédie Caumartin, ainsi qu'au Festival « Juste pour rire » de Montréal (2002). En 2001, il monte, joue et coécrit le spectacle Célibataires, joué plus de 900 fois, notamment au Splendid et au Mélo d'Amélie, ainsi qu'au Festival Off d'Avignon (2004). En 2004 commence pour lui une "carrière internationale", avec la traduction et la mise en scène de la pièce Célibataires (pour laquelle il est nommé à l'Ubu, équivalent italien des Molières). Depuis 2007, des apparitions télévisées le rendent populaire (émissions sur M6 en 2007 et 2009, Fort-Boyard en 2009, etc.). En 2012, il écrit, monte et joue un seul-en-scène (en collaboration avec Carole Greep et Anne Bouvier) intitulé Tout en finesse qu'il joue jusqu'en 2016. En 2014, il remporte le Molière du meilleur spectacle comique pour sa performance dans Dernier coup de ciseaux. Depuis 2020, il écrit des scénarios pour la série Un si grand soleil diffusé sur France 2 et y joue épisodiquement. 

## Rôles
- 1995 : Les Anges gardiens de Jean-Marie Poiré (rôle du groom de l'hôtel bruxellois)
- 1996 : Oscar de Claude Magnier, mise en scène Pierre Mondy, avec Roland Giraud et Francis Perrin, Théâtre des Variétés, rôle d'Oscar
- 1996-1998 : L'audition de Rodolphe Sand, David Talbot et Armelle, Comédie Caumartin
- 1998 : Les Couloirs du temps : Les Visiteurs 2 de Jean-Marie Poiré (rôle du pompier René)
- 2004-2006 : Célibataires de Rodolphe Sand et David Talbot
- 2006-2008 : Mais n'te promène donc pas toute nue ! de Georges Feydeau (rôle : Ventroux). Paris: Comédie des Trois-bornes
- 2007 : Top Models, émission de télé-réalité, (production: M6) (rôle: "Prof de théâtre")
- 2009 : Skip petit et puissant (publicité), avec Armelle. Réalisation : Rodolphe Sand. Rôle : "Rodolfa"
- 2009 : U dance, le défi, émission de télé-réalité, (production: M6) (rôle: "Coach")
- 2010 : Lucien Barrière Poker (publicité), Réalisation : Tom Tom. Rôle : Jean Fifi
- 2007-2012 : Le Tour du monde en 80 jours, de Jules Verne (adaptation: Sébastien Azzopardi et Sacha Danino) (rôle : Passepartout). Café de la Gare
- 2009-2011 : Mission Florimont, de Sébastien Azzopardi et Sacha Danino, mise en scène Sébastien Azzopardi. Théâtre Tristan Bernard, Théâtre Le Temple, Théâtre Michel. Rôle-titre
- 2012. Main courante. Rôle : Père Noël. Réalisateur : Jean-Marc Thérin. Téléfilm. Production: FRANCE 2.
- 2012. Dernier coup de ciseaux. Rôle : Coiffeur. Mise en scène : Sébastien Azzopardi. Production: Théâtre des Mathurins
- 2012-2016. Tout en finesse. Seul-en-scène, mise en scène d'Anne Bouvier, production : Compagnie du Café-théâtre Nantes & 3T Toulouse & Théâtre de Jeanne Nantes & Petit Palais des Glaces & Mélo d'Amélie
- 2013. Revenir un jour, de Franck Lehen. Mise en scène : Olivier Macé. Production: Palais des Glaces
- 2017 : Tout bascule !, d'Olivier Lejeune, tournée
- 2016 : Scènes de ménages (série TV)
- 2018 : Une chance sur six, de Jacques Malaterre (film TV)
- 2018 : Nu, d'Olivier Fox (série OCS)
- 2018 : Les faux British, de Henry Lewis, Jonathan Sayer et Henry Shields. Mise en scène : Gwen Aduh, théâtre Saint-Georges
- 2019 : Palace, de Jean-Michel Ribes et Jean-Marie Gourio. Mise en scène : Jean-Michel Ribes, théâtre de Paris
- 2019 : En famille, diffusion : M6
- 2021 : Dans la cour des grands, de Henry Lewis, Jonathan Sayer et Henry Shields. Mise en scène : Gwen Aduh, théâtre Fontaine
- 2022 : Les histoires d'Anouk de Jacques Kluger, diffusion : France.tv Slash
- 2022 - 2023 ; Depuis 2025 : Un si grand soleil, diffusion : France2 (rôle de Yvon Chaligny)

## Pièces et scénarios
- 1996. L'audition (en coll. avec David Talbot et Armelle)
- 2001. Célibataires (en coll. avec David Talbot—trad. en italien : Singles—adaptée en Argentine et en Haïti)
- 2004. Les Gaous (en coll. avec Jean-Marie Poiré et Igor Sekulic)
- 2006-2007. Le voyage en Armélie (en coll. avec Armelle, David Talbot et Éloïse Narfin)
- 2008. Fitness senteur, programme TV TSR (Télévision Suisse Romande)
- 2008. Le cabinet de désastrologie. Diffusion: MFM (en matinée)
- 2012. Tout en finesse. Seul-en-scène, en collaboration avec Carole Greep et Anne Bouvier
- 2022 : Un si grand soleil, diffusion : France2

## Metteur en scène
- 1995 : Les précieuses ridicules, de Molière (Paris)
- 1995 : Un caprice, d'Alfred de Musset (Saint-Gratien, tournée)
- 1995 : Les amoureux de Molière, (Saint-Gratien, tournée)
- 1996-1997-1998. L'audition, de Rodolphe Sand, David Talbot et Armelle (Paris, Montréal)
- 1999. Rose et Louise (Saint-Gratien)
- 2001-2007. Célibataires, de Rodolphe Sand et David Talbot (Paris, tournée)
- 2002. Les âmes heureuses, quatuor vocal (Cherbourg)
- 2004-2006. Singles, de Rodolphe Sand et David Talbot (Rome, Florence, Gênes, Milan)
- 2005 : Le voyage en Armélie, d'Armelle, Théâtre de la Gaîté-Montparnasse
- 2006. Adoro quello che fate, de Carole Greep (Rome)
- 2006. Cher Édouard, de Bruno Druart (tournée)
- 2006. Est-ce qu'il reste encore du gâteau ?, de Emmanuelle Michelet et Vincent Fouquet, avec Emmanuelle Michelet (Paris)
- 2006-2008. Mais n'te promène donc pas toute nue !, de Georges Feydeau (voir critique du Figaro)
- 2007. Larguez les amarres, de Méliane Marcaggi et Karine Dubernet (Paris)
- 2007. Les Bitumeuses, de Delphine Guilloneau (Paris)
- 2008. La bombe, de Carole Greep (Paris)
- 2008. Armelle à la Comédie de Paris de et avec Armelle (Paris). Chansons et musiques : Armelle et Vincent Prézioso.
- 2008. Dyslexic, de et avec Laureline Kuntz. Festival d'Avignon, tournée, Théâtre de 10 heures
- 2008. Singles (reprise), de Rodolphe Sand et David Talbot (Rome, Teatro Umberto)
- 2009. Ça commence mal, seule-en-scène de Karine Dubernet, Théâtre d'Edgar & Ciné 13 Théâtre
- 2009-2011. Tout le plaisir est pour nous, de Ray Cooney, avec Virginie Lemoine et Laurence Badie. Montreux (Suisse) : Théâtre de la Riviéra, Paris : Théâtre Rive Gauche, Palais des glaces
- 2011. Singles, de Rodolphe Sand et David Talbot, avec la coll. de C. Lemaréchal, Théâtre Martinitt (Milan)
- 2011-2012. On est tous portés sur la question, de Sébastien Azzopardi, Clément Michel, Carole Greep, Sacha Danino, et Hervé Devolder. Théâtre les 3 T (Toulouse), Mélo d'Amélie (Paris)
- 2016. De vrais gamins, de Pascal Rocher. Théâtre du Splendid, Paris. Comédie sur le thème de la procréation pour les couples homosexuels
- 2019. Un amour pour rire, de Pierre-François Dupont-Beurier, avec Fabrice Fara et Laëtitia Vercken
- 2024 : La Joconde parle enfin au théâtre de l'Œuvre à Paris,  écrite par Laurent Ruquier, avec la comédienne Karina Marimon[2].

## Réalisation
- 2009. Skip petit et puissant (publicité), avec Armelle. Production: Unilever. 15 épisodes, 30 s.
- 2009. Activia. Pilote. Production: Danone.

## Distinctions

### Récompense
- 2014. Prix Molière. Dernier coup de ciseaux. Molière du meilleur spectacle comique

### Nominations
- 2004. Prix Ubu (Italie). Singles. Meilleure mise en scène
- 2007. Prix Raimu. Voyage en Armélie. Meilleur one-man-show
- 2010. Prix Molière. Mission Florimont. Molière du meilleur spectacle comique.